# Hooligans (album)
Hooligans è una raccolta del gruppo rock britannico The Who, pubblicato nel 1981.

## Descrizione
La raccolta è incentrata su materiale del gruppo risalente agli anni settanta, con solo tre brani (I Can't Explain, I Can See for Miles e Pinball Wizard) risalenti agli anni sessanta.
Il disco presenta brani pubblicati su tre singoli che all'epoca erano di difficile reperimento negli Stati Uniti d'America. Let's See Action (1971) non era stata pubblicata su singolo negli USA, e per l'inclusione in questa raccolta il titolo venne modificato in (Nothing Is Everything) Let's See Action. Altri due singoli, Join Together e Relay, erano entrambe canzoni uscite su singolo nel Regno Unito e in Nord America nel 1972. La versione statunitense di Relay era stata ribattezzata The Relay. La versione inclusa in questo album è accorciata di circa 25 secondi. 5:15 è la versione già pubblicata su singolo tratta dalla colonna sonora del film Quadrophenia del 1979, e non la versione originale del brano pubblicata su singolo nel 1973.

## Accoglienza
L'album raggiunse la 52ª posizione in classifica negli Stati Uniti.

## Tracce
Tutte le tracce sono di Pete Townshend, eccetto dove indicato.
Side 1
1. I Can't Explain – 2:05
2. I Can See for Miles – 4:02
3. Pinball Wizard – 3:00
4. (Nothing Is Everything) Let's See Action – 3:56
5. Summertime Blues (Eddie Cochran, Jerry Capehart) – 3:23
6. The Relay (edited version) – 3:28

Side 2
1. Baba O'Riley – 5:01
2. Behind Blue Eyes – 3:40
3. Bargain – 5:32
4. The Song Is Over – 6:11

Side 3
1. Join Together – 4:21
2. Squeeze Box – 2:41
3. Slip Kid – 4:30
4. The Real Me – 3:21
5. 5:15 (Single version) – 4:50

Side 4
1. Drowned – 5:06
2. Had Enough (John Entwistle) – 4:29
3. Sister Disco – 4:20
4. Who Are You – 6:21